# أنطونيو فيدال غونزاليس
أنطونيو فيدال غونزاليس (بالإسبانية: Antonio Vidal González)‏ هو لاعب كرة قدم أرجنتيني في مركز مهاجم ‏، ولد في 22 أبريل 1964 في Candelaria, Misiones ‏ في الأرجنتين. لعب مع أرجنتينوس جونيورز وإستوديانتيس دي لا بلاتا وديفينسور سبورتينغ وذي سترونغيست ونادي أتليتيكو كولون ونادي إيميلك ونادي بوليفار ونادي خورخي ويلسترمان وناسيونال مونتيفيديو.